# Open ModelSphere
Open ModelSphere est un outil de génie logiciel permettant la modélisation relationnelle de données, la modélisation des processus d'affaires, et la modélisation UML. C'est un outil très complet sous licence libre (GPL). L'outil est multi-plateforme, puisqu'écrit en Java. Le code source est hébergé sur JavaForge.

## Fonctionnalités
L'outil offre les fonctionnalités relationnelles suivantes :
- niveau de modélisation conceptuel, logique et physique.
- formalismes Datarun (Merise), Entité-Association et Information Engineering.
- génération de DDL (Data Definition Language) pour la création d'une base de données
- rétro-ingénierie à partir d'une base de données existantes

L'outil offre les fonctionnalités objet suivantes :
- diagrammes UML (notamment de classes, de séquence, d'états)
- génération de code Java à partir de diagramme de classes
- rétro-ingénierie à partir de code Java compilé (bytecode).

Les modèles sont sauvegardés avec l'extension .sms, bien qu'il soit possible d'exporter en format XML. L'outil est utilisé notamment dans le domaine de la santé (,) et de l'éducation.

## Historique
Open ModelSphere a comme ancêtre SILVERRUN-PerfectO, un logiciel propriétaire développé par Computer Systems Advisers et publié en 1996. PerfectO faisait partie de la suite de produits SILVERRUN, connu par les spécialistes de la modélisation depuis les années 1990. PerfectO supportait la modélisation objet (limité au diagramme de classes à cette époque) et la modélisation objet-relationnel.
En 1998, PerfectO fut traduit en Java pour donner SILVERRUN-JD (Java Designer). Avec l'addition de la modélisation relationnelle des données, le produit fut renommé SILVERRUN ModelSphere et publié en 2002. Plus tard, la modélisation des processus d'affaires, la modélisation conceptuelle des données ainsi que UML fut ajouté au produit.
En septembre 2008, Grandite libéra ModelSphere dans le domaine public sous licence GPL.

## Versions
Février 2002 : SILVERRUN ModelSphere 1.0
- Ajout de modélisation relationnelle des données

Juillet 2002 : SILVERRUN ModelSphere 2.0
- Ajout de modélisation des processus d'affaires

Septembre 2008 : Open ModelSphere 3.0
- Publication dans le domaine public

Novembre 2009 : Open ModelSphere 3.1, avec les fonctions
- Basé sur Java 6
- Nouveau look & feel
- Plugiciel de génération et rétro-ingénierie à partir de code Java compilés (bytecode).
- Mécanisme simplifié de plugiciel